# Aprendizaje para el dominio
El aprendizaje para el dominio (o, como se ha denominado inicialmente, “aprender para el dominio”) es una estrategia instruccional y una filosofía educativa, propuesta primero formalmente por Benjamin S. Bloom en 1968. El aprendizaje para el dominio mantiene que los estudiantes deben alcanzar un nivel de perfeccionamiento (a saber, el 90% en una prueba de conocimientos) en conocimientos previos antes de continuar aprendiendo la información subsiguiente. Si un estudiante no obtiene dicho perfeccionamiento en la prueba, se le proporciona apoyo adicional en el aprendizaje y revisión de la información y se le realiza de nuevo una prueba. Este ciclo continuará hasta que el aprendiz consiga dicho perfeccionamiento y pueda pasar a la siguiente etapa. 
Los métodos del aprendizaje para el dominio sugieren que el foco de instrucción debería ser el tiempo requerido para que distintos estudiantes aprendan el mismo material y consigan el mismo nivel de dominio. Esto muestra una gran diferencia con los modelos tradicionales de enseñanza, que focalizan más su atención en las diferencias relativas a la habilidad de los estudiantes y donde a todos los estudiantes se les proporciona aproximadamente la misma cantidad de tiempo para aprender y el mismo conjunto de instrucciones.
En el aprendizaje para el dominio, hay un cambio en las responsabilidades, de manera que el fracaso del estudiante se debe en mayor medida a la instrucción y no necesariamente a la falta de habilidad por su parte. Por lo tanto, en un contexto de aprendizaje para el dominio, el reto se convierte en proveer de suficiente tiempo y emplear estrategias instruccionales para conseguir que todos los estudiantes puedan adquirir el mismo nivel de aprendizaje.

## Definición
El aprendizaje para el dominio es un conjunto de estrategias de enseñanza-aprendizaje basadas en el grupo, individualizadas, basada en la premisa de que los estudiantes conseguirán un alto nivel de comprensión en una materia dada si se les proporciona suficiente tiempo.

### Motivación
La motivación del aprendizaje para el dominio proviene de intentar reducir la brecha existente en logros académicos para los alumnos de aulas de colegios normales. Durante los as 60 John B. Carroll y Benjamin S. Bloom señalaron que, si los estudiantes están normalmente distribuidos respecto a la aptitud para una asignatura y si se les provee una instrucción uniforme (en términos de calidad y tiempo de aprendizaje), entonces el nivel de consecución de competencia en esa materia se espera que también tenga una distribución normal. Esto puede ilustrarse como se muestra abajo:

Los enfoques del aprendizaje para el dominio proponen que, si cada aprendiz recibiese una calidad óptima de instrucción y tanto tiempo como necesite, entonces se podría esperar que la mayoría de los estudiantes obtuviesen el dominio. Esta situación sería representada como sigue:

Comparación entre la curva normal para la aptitud y la curva de dominio después del aprendizaje óptimo. La mayoría de estudiantes domina la materia independientemente de su nivel de aptitud.

En muchas situaciones, los educadores preventivamente usan la curva normal para calificar a los estudiantes. Bloom criticó este uso, censurándolo porque crea en los profesores una expectativa de que algunos estudiantes tendrán éxito de manera natural mientras que otros no. Bloom defendió que, si los educadores son efectivos, la distribución del éxito podría y debería ser distinto de la curva normal. Bloom propuso el aprendizaje para el dominio como una manera de abordar esto. Creía que usando este enfoque, la mayoría de los estudiantes (más del 90%) lograría el éxito y un aprendizaje gratificante.  Como ventaja añadida, el aprendizaje para el dominio fue pensado también para crear un interés y una actitud positivos hacia el tema aprendido si se compara con los métodos de una clase habitual.

### Términos relacionados
La instrucción individualizada tiene algunos elementos en común con el aprendizaje para el dominio, aunque prescinde de las actividades grupales en favor de permitir a alumnos más capaces y motivados avanzar antes que otros mientras se maximiza la interacción del profesor con aquellos estudiantes que necesitan más apoyo. 
Bloom's 2 Sigma Problem es un fenómeno educativo observado donde un estudiante medio tutorizado uno a uno (usando técnicas del aprendizaje para el dominio) realizó dos desviaciones estándar mejor que estudiantes que aprenden a través de métodos instruccionales convencionales.
Más recientemente, la idea de Flipped Mastery ha ganado alguna popularidad. El término fue acuñado por Jonathan Bergmann y Aaron Sams, ambos profesores de química, que sugirieron un modelo de implementación para el aprendizaje para el dominio que está combinado con el aula invertida. La idea es usar la tecnología para cambiar el tiempo de la instrucción individual y eliminar las clases basadas totalmente en la exposición del profesor. Los estudiantes ven en línea las explicaciones y se mueven por el contenido a su propio ritmo. De esta forma la tecnología permite a los profesores individualizar el aprendizaje para cada estudiante.

## Historia
La idea del aprendizaje para el dominio no es nueva. En los años 20 hubo al menos dos intentos de producir dominio en el aprendizaje de los estudiantes: el Plan Winnetka, por Barleton Washburne y asociados, y otra aproximación por Henry C. Morrison, en el Colegio Laboratorio de la Universidad de Chicago. Ambos proyectos proporcionaban situaciones escolares donde el dominio de tareas de aprendizaje concretas (más que el tiempo dedicado) era el tema central. Aunque estas ideas fueron populares durante un tiempo, se desvanecieron principalmente por la carencia de tecnologías que pudiesen sostener una implementación exitosa.
La idea del aprendizaje para el dominio resurgió a finales de los 50 y principios de los 60 como el corolario de la instrucción programada, una tecnología inventada por B. F. Skinner para mejorar la enseñanza. Lo que subyacía a la instrucción programada fue la idea de que el aprendizaje de cualquier comportamiento, sin importar su complejidad, descansaba sobre el aprendizaje de una secuencia de comportamientos de componentes menos complejos.
En esa época, John B. Carroll estaba trabajando en su "Modelo de Aprendizaje Escolar". Era un paradigma conceptual que esbozaba los factores más influyentes en el éxito del estudiante en el aprendizaje escolar, indicando también cómo interactuaban esos factores. Descubrió que la aptitud de un estudiante para aprender una lengua predecía no sólo el nivel que alcanzó en un tiempo determinado, sino la cantidad de tiempo que necesitaba para conseguir un nivel determinado. Carroll sugirió entonces que las aptitudes son realmente una forma de medir la cantidad de tiempo requerido para aprender una tarea hasta cierto nivel (bajo unas condiciones de instrucción ideales). De esta manera, lo que el modelo de Carroll realmente estaba sugiriendo es que si a cada estudiante se le concedía el tiempo que necesitaba para conseguir un determinado nivel, entonces podría esperarse que alcanzase dicho nivel.
Más tarde, en los años 60, Benjamin Bloom y sus estudiantes de posgrado investigaban diferencias individuales en aprendizaje escolar. Observaron que los profesores mostraban una variación muy pequeña en sus prácticas instruccionales y aun así, había mucha variación en los logros de los estudiantes. Bloom utilizó el modelo conceptual de Carroll para crear su propio modelo de trabajo de aprendizaje para el dominio. Bloom se dio cuenta de que, si las aptitudes eran predictivas del ritmo al que un estudiante puede aprender (y no necesariamente del nivel), debería poderse modificar el grado de aprendizaje esperado en un cierto nivel de dominio y, entonces, manipular sistemáticamente las variables en el modelo de Carroll de manera que todos o casi todos los estudiantes alcanzasen ese nivel.
También en los 60, Fred S. Keller estuvo colaborando con otros colegas en el desarrollo de sus propios métodos instruccionales de aprendizaje para el dominio. Las estrategias de Keller se basaban en las ideas de reforzamiento que aparecen en las teorías del condicionamiento operante. Keller introdujo formalmente su método de enseñanza, el Personalized System of Instruction (PSI) (a la que se denominó en ocasiones como Plan Keller), en su artículo de 1967 "Engineering personalized instruction in the classroom".
Desde finales de los 60 hasta principios de los 80, hubo un aumento de investigaciones sobre los métodos de instrucción de Keller y Bloom. La mayoría de estos estudios mostraron que el aprendizaje para el dominio tenía un efecto positivo en los logros, para todas las materias y todos los niveles. Además, el aprendizaje para el dominio traía consigo resultados afectivos positivos tanto para los estudiantes como para los profesores. Estos estudios también mostraron que hay muchas variables que, o bien están afectadas por el aprendizaje para el dominio o bien que lo influencian de alguna manera: variables de entrada de los estudiantes, curriculum, tipo de prueba, ritmo, nivel de dominio y tiempo.
A pesar de esta mayoría de resultados positivos, el interés en las estrategias de aprendizaje del dominio decrecieron a lo largo de los 80, como queda reflejado en las publicaciones en revistas profesionales, así como en conferencias y presentaciones. Se presentaron muchas explicaciones para justificar este descenso, como la supuesta resistencia al cambio del sistema educativo, o las implementaciones poco efectivas de los métodos de aprendizaje del dominio, o el tiempo extra que se necesita para poner en marcha y mantener un curso de aprendizaje del dominio o incluso la preocupación de que los modelos basados en el conductismo para la enseñanza entrasen en conflicto con los profesores y la cultura circundante, generalmente de orientación humanística.
El Learning For Mastery (LFM) de Bloom y el Personalized System of Instruction (PSI) de Keller son las estrategias que mejor representan el aprendizaje para el dominio. La aproximación de Bloom se centraba en el aula, mientras que la de Keller desarrollaba su sistema para la educación superior. Ambas se han aplicado en muchos contextos diferentes y han demostrado ser métodos muy poderosos para incrementar la actuación del estudiante en un amplio rango de actividades. A pesar de compartir ciertos elementos en común en términos de objetivos, se han construido sobre principios psicológicos diferentes.

## Learning For Mastery (LFM)

### Variables del LFM
Cuando en un principio Bloom propuso su estrategia de aprendizaje para el dominio en 1968, estaba convencido de que la mayoría de los estudiantes podían obtener un nivel de capacidad de aprendizaje alto si se cumplían las siguientes condiciones:
- la instrucción se aborda sistemáticamente y con sensibilidad.
- a los estudiantes se les ayuda cuando y donde tienen dificultades de aprendizaje.
- a los estudiantes se les proporciona suficiente tiempo para alcanzar el dominio.
- existen unos criterios claros de lo que constituye el dominio.[16]

Hay muchas variables que tendrán influencia en los niveles de consecución y en los resultados de aprendizaje:

#### Aptitud
La aptitud, medida por pruebas de aptitud normales, en este contexto se interpreta como “la cantidad de tiempo necesario para que el aprendiz logre el dominio en una tarea de aprendizaje.” Varios estudios muestran que la mayoría de los estudiantes pueden conseguir dicho dominio en una tarea de aprendizaje, pero el tiempo que necesitan invertir en ello es diferente. Bloom sostiene que son entre 1% y un 5% de los estudiantes los que tienen un talento especial para el aprendizaje de una materia (especialmente música y lenguas extranjeras) y solamente alrededor de un 5% de los estudiantes tienen una incapacidad especial para el aprendizaje de una materia. Para el 90% restante de los estudiantes, la aptitud es un mero indicador del índice de aprendizaje. Además, Bloom argumenta que la aptitud para realizar una tarea de aprendizaje no es constante y puede cambiar según las condiciones contextuales o la experiencia de aprendizaje en la escuela o en casa.

#### Calidad de la instrucción
La calidad de la instrucción se define como el grado al que la presentación, la explicación y el orden de los elementos de la tarea a ser aprendida se aproximan a lo óptimo para un alumno dado. Bloom insiste en que la calidad de la instrucción tiene que evaluarse de acuerdo con su efecto en los estudiantes individuales en vez de en grupos estudiantes aleatorios. Bloom muestra que, mientras en las clases tradicionales la relación entre un test de aptitud de los estudiantes para matemáticas y su calificación final en álgebra es muy alto, su relación es casi cero para estudiantes que están recibiendo instrucción tutorial en casa. Argumenta que un buen tutor intenta encontrar la calidad del aprendizaje que mejor se ajusta a los estudiantes, luego la mayoría de los estos sería capaz de dominar una materia si tiene acceso a buen tutor.

#### La habilidad para entender la instrucción.
De acuerdo con Bloom, la habilidad para entender la instrucción se define como la naturaleza de la tarea que el aprendiz tiene que aprender y el procedimiento que el aprendiz tiene que seguir. La habilidad verbal y la comprensión lectora son dos habilidades lingüísticas que están altamente relacionadas con los logros del estudiante. Dado que la habilidad para entender la instrucción varía significativamente entre los estudiantes, Bloom recomienda a los profesores modificar su instrucción, proporcionar ayuda y materiales didácticos para ajustarse a las necesidades de los diferentes estudiantes. Algunos de los materiales didácticos que pueden facilitarse de acuerdo con habilidad del aprendiz son:
- Libros de texto alternativos.
- Grupos de estudio y tutoría entre pares.
- Libros de ejercicios.
- Unidades de instrucción programada.
- Métodos audiovisuales.
- Juegos académicos.
- Experiencias en laboratorio.
- Demostraciones simples.
- Puzles.[16]

#### Perseverancia
La perseverancia en este contexto se define como el tiempo que el aprendiz está dispuesto a invertir en el aprendizaje. De acuerdo con Bloom, un estudiante que demuestra un bajo nivel de perseverancia es una tarea de aprendizaje puede tener un alto nivel de perseverancia en una tarea de aprendizaje diferente. Sugiere que la perseverancia de los estudiantes podría mejorarse a través del incremento de la frecuencia de la recompensa y aportando evidencias de éxito en el aprendizaje. Recomienda a los profesores que utilicen una retroalimentación frecuente acompañada de ayuda específica para mejorar la calidad de instrucción, de modo que se reduzca la perseverancia necesaria para el aprendizaje.

#### El tiempo permitido para el aprendizaje
De acuerdo con el/la International Study of Education en doce países, si se omite el 5% de estudiantes más alto, la ratio de tiempo necesitado para los aprendices más lentos y más rápidos en una materia es de seis a uno, mientras que es cero o ligeramente negativa la relación entre las calificaciones finales y la cantidad de tiempo invertido en los deberes. De este modo, la cantidad de tiempo invertido en los deberes no es un buen indicador del dominio en una materia. Bloom postula que el tiempo que necesita un aprendiz para lograr el dominio en una materia determinada está influido por varios factores como:
- la aptitud del estudiante para esa materia,
- la habilidad verbal del estudiante,
- la calidad de la instrucción, y 
la calidad de la ayuda proporcionada.[16]

### La estrategia LFM
El currículo LFM generalmente consiste en temas discretos (separados) que todos los estudiantes comienzan juntos. Después del comienzo de una unidad, a los estudiantes se les proporcionará una evaluación significativa y formativa, de manera que el profesor pueda concluir si un objetivo ha sido dominado o no. En este paso, la instrucción va en una de estas direcciones. Si un estudiante ha dominado un objetivo, comenzará una serie de actividades de enriquecimiento que corresponden con el objetivo original y se construyen sobre él. A los estudiantes que no han completado satisfactoriamente un tema se les proporciona instrucción adicional hasta que lo consiguen. Si un estudiante no demuestra que domina el objetivo, entonces se emplean una serie de medidas correctivas que incluyen actividades variadas, instrucción individualizada y tiempo adicional para completar las tareas. Estos estudiantes recibirán una retroalimentación constructiva a su trabajo y se les animará a revisar y a reexaminar sus tareas hasta que dominen el objetivo.

#### Condiciones
Hay algunas condiciones para el proceso de aprendizaje del dominio. En primer lugar, los objetivos y el contenido de la instrucción tienen que estar especificados y clarificados tanto para los estudiantes como para el profesor.  Otra condición es que debieran desarrollarse unos criterios de evaluación sumativa y tanto el profesor como el aprendiz deberían tener claros los criterios de logro. Bloom sugiere que el uso de estándares absolutos en vez de criterios competitivos ayuda a los estudiantes a colaborar y facilita el dominio.

#### Procedimientos operativos
Los procedimientos operativos son métodos utilizados para proporcionar una retroalimentación detallada Y una ayuda instruccional que facilite el proceso de dominio en el aprendizaje. Los procedimientos operativos principales son::
- La evaluación formativa, y
- Los recursos de aprendizaje alternativos.[16]

##### Evaluación formativa
La evaluación formativa en el contexto del aprendizaje para el dominio consiste en unas pruebas de diagnóstico de progreso que determinan si el estudiante domina o no una unidad de la materia. Cada unidad es normalmente un resultado de aprendizaje que podría enseñarse en una semana o dos de actividad de aprendizaje. Las pruebas formativas se administran en unidades de aprendizaje. Bloom insiste en que el proceso de diagnóstico tiene que estar seguido por una prescripción y el resultado de la evaluación formativa es mejor expresarlo en un formato no calificativo, dado que el uso de calificaciones en evaluaciones de progreso repetidas prepara a los estudiantes para aceptar un nivel de aprendizaje menor que el del dominio.

##### Recursos de aprendizaje alternativos
A las pruebas de progreso deberían seguir unas respuestas detalladas y unas sugerencias específicas de manera que los estudiantes puedan trabajar sobre sus dificultades. Algunos de los recursos de aprendizaje alternativos son:
- Reuniones y trabajo conjunto de pequeños grupos de estudiantes (dos o tres).
- Ayuda tutorial.
- Repaso del material instruccional.
- Lectura de libros de texto alternativos.
- Uso del libro de ejercicios o textos programados.
- Uso de materiales audiovisuales seleccionados.[16]

#### Resultados
Los resultados del aprendizaje para el dominio podrían resumirse en dos grupos: 1- Resultados cognitivos 2- Resultados afectivos.

##### Resultados cognitivos
Los resultados cognitivos del aprendizaje para el dominio están principalmente relacionados con el aumento de la excelencia del estudiante en una materia. De acuerdo con estudio, aplicando las estrategias del aprendizaje para el dominio en clase, resultó en un incremento de un 20% a un 80% de estudiantes con la calificación de A sobre dos desviaciones estándar, y usando los registros de la evaluación formativa como base para el control de calidad, ayudó al profesor a mejorar las estrategias y aumentar el porcentaje de estudiantes con una calificación de A al 90% en el año siguiente.

##### Resultados afectivos
Los resultados efectivos del dominio están principalmente relacionados con la sensación de la autoeficacia y confianza en los aprendices. Bloom argumenta que cuando la sociedad (a través del sistema educativo) reconoce el dominio de un aprendiz, se producen cambios profundos en la visión que tiene de sí mismo y del mundo externo. El aprendiz empezaría a creer que es capaz de enfrentarse adecuadamente a los problemas, tendría una mayor motivación para el aprendizaje de esa materia en un mayor nivel de conocimiento, y tendría un estado mental mejor debido a un sentimiento de frustración menor. Finalmente, se argumenta que en una sociedad moderna en la que el aprendizaje a lo largo de la vida es una necesidad, el aprendizaje para el dominio puede desarrollar un interés y una motivación permanentes para el aprendizaje.

## Personalized System of Instruction (PSI)
El sistema de instrucción personalizado, también conocido como el Plan Keller fue desarrollado a mediados de los años 60 por Fred Keller y sus colegas. Se desarrolló tomando como base a la idea de reforzamiento en los procesos de enseñanza. 
Keller proporciona la siguiente descripción, desarrollada usando la teoría de aprendizaje para el dominio, a un grupo de estudiantes participantes en su curso: “Este es un curso en el que podéis avanzar, de principio a fin, a vuestro propio ritmo. No os retrasarán otros estudiantes ni se os forzará a seguir adelante a menos que estéis preparados. En el mejor de los casos, puede que hayáis cumplido los requisitos del curso en menos de un semestre; en el peor, puede que no completéis el trabajo en ese período. La rapidé con la que vayáis, depende de vosotros." (Keller, 1968, pg 80-81).

### Cinco elementos del PSI
Hay cinco elementos principales en el PSI según se describe en el artículo de Keller de 1967:
1. “La característica de vete a tu propio ritmo, que permite a un estudiantes avanzar en el curso a una velocidad proporcional a su habilidad y a otras exigencias de su disponibilidad temporal.
2. La "perfección de la unidad" necesaria para avanzar, lo cual permite al estudiante seguir adelante con el nuevo material sólo después de demostrar dominio en el que lo precede.
3. El uso de explicaciones y demostraciones como vehículos de motivación, mejor que fuentes de información esencial.
4. El énfasis relacionado con la palabra escrita en las comunicaciones profesor-estudiante.
5. El uso de supervisores, lo que permite realizar pruebas repetidas, resultados de puntuación inmediatos, una tutorización casi inevitable, y una mejora notable de aspecto personal-social del proceso educativo."[10]

## Evaluación
En el entorno del aprendizaje para el dominio, el profesor maneja una variedad de técnicas instruccionales basadas en el grupo, con retroalimentación específica y frecuente a través del uso de pruebas diagnósticas, formativas, así como la corrección habitual de errores que los estudiantes cometen durante el aprendizaje. La evaluación en el aula del aprendizaje para el dominio no se utiliza como medida de cuantificación sino como una fuente de evidencia para guiar la futura instrucción. Un profesor que utiliza el enfoque del aprendizaje para el dominio usará la evidencia generada por la evaluación para modificar actividades con el fin de servir mejor a cada estudiante. Los profesores evalúan a los estudiantes con pruebas de criterio establecido en vez de con pruebas estandarizadas.  En este sentido, los estudiantes no están compitiendo unos contra otros, sino que compiten contra sí mismos para alcanzar lo mejor de sí.

## Críticas

### El dilema de la igualdad del "tiempo de logro"
El objetivo del aprendizaje para el dominio es que todos los estudiantes consigan el nivel de dominio prescrito (esto es, un 80%-90% en una prueba). Para alcanzar esto, algunos estudiantes necesitarán más tiempo que otros, sea en práctica o en instrucción, para obtener éxito. El dilema de la igualdad del tiempo de logro se refiere a que la relación entre el tiempo y la consecución en el contexto de las diferencias individuales. Si se mantiene una consecución de logros constante, el tiempo necesitará variar. Si el tiempo se mantiene constante (como en los modelos de aprendizaje modernos), la consecución de logros variará. La teoría del dominio no aborda de manera exacta esta relación.
La teoría original de Bloom asume que, con la práctica, los aprendices más lentos llegarán a ser más rápidos y la brecha de las diferencias individuales desaparecerá. Bloom cree que estas diferencias en el ritmo del aprendizaje se dan debido una carencia de conocimientos previos y, si todos los niños tuviesen los mismos conocimientos previos, entonces el aprendizaje progresaría al mismo ritmo. Bloom culpa a los entornos educativos donde a los estudiantes no se les proporciona el mismo tiempo para conseguir niveles de dominio en conocimientos previos antes de avanzar hacia la siguiente lección. También utiliza este argumento para explicar por qué la variación en el aprendizaje es más pequeña en el primer grado cuando se compara con estudiantes de séptimo grado (el inteligente se vuelve más inteligente, y el más lento se queda atrás). Se refirió a esta variación de ritmo de aprendizaje como el “punto de fuga”.
Existen estudios que apoyan ambas partes del argumento de Bloom.[cita requerida]
Un estudio longitudinal de cuatro años realizado por Arlin (1984) no encontró ningún indicador de un punto de fuga en estudiantes que aprendían aritmética a través de un enfoque de dominio. Los estudiantes que necesitaban una ayuda extra para aprender el material en el primer año de estudio necesitaban relativamente la misma cantidad de instrucción adicional en el cuarto año. En las diferencias individuales ritmos de aprendizaje parecían repercutir más de un solo método de instrucción, contrariamente a las opiniones de Bloom.   

### Errores metodológicos en la investigación

#### Grupos experimentales frente a grupos de control
En los estudios que investigaron la efectividad del aprendizaje para el dominio, los grupos experimentales y de control no siempre eran válidos. Los grupos experimentales se caracterizaron por ser cursos que se desarrollaron para adherirse a los mejores principios del dominio. No obstante, los grupos de control en ocasiones fueron clases ya existentes utilizadas para realizar una comparación. Esto establece un problema, dado que, para empezar, no hay manera de probar la efectividad del grupo de control (podía haber sido un curso creado de manera deficiente comparado con un curso de dominio diseñado rigurosamente).[cita requerida]

#### Herramientas de medición
En estudios donde se encontraron los tamaños del efecto más significativos, el investigador elaboró pruebas que se utilizaron para evaluar los niveles de dominio de los estudiantes en los experimentos. Mediante el uso de pruebas diseñadas para el experimento, la intervención de la instrucción de dominio podía haber sido capaz de diseñar mejor los objetivos de aprendizaje de la clase para alinearlo con la herramienta de medida. Por el contrario, estos impresionantes tamaños del efecto básicamente desaparecieron cuando se utilizaron pruebas estandarizadas para medir los niveles de dominio en los grupos experimentales y de control.

#### Duración del estudio
Hay muy pocos estudios que investiguen los efectos a largo plazo del aprendizaje del dominio. Muchos estudios comprendían una intervención arbitraria de entre tres y cuatro semanas y los resultados se basaban en descubrimientos hechos durante ese período. Es importante tener en cuenta la cantidad de tiempo en el que los estudiantes estuvieron inmersos en un programa de aprendizaje para el dominio para obtener una mayor comprensión de los efectos a largo plazo de esta estrategia de enseñanza.

### Preocupaciones generales y opiniones
Los programas de dominio típicos implican proporcionar una instrucción en clase y luego realizar pruebas usando herramientas fiables (esto es, pruebas de unidad de selección múltiple). Este formato de aprendizaje podría ser beneficioso sólo para aprendices que están interesados en un procesamiento superficial de la información más que en uno profundo. Esto contradice muchas de los enfoques actuales del aprendizaje, que focalizan su atención menos en la evaluación directa del conocimiento, y más en la creación de interpretaciones y aplicaciones significativas del conocimiento obtenido (ver Constructivismo (pedagogía)) 
El programa de Chicago Mastery Learning Reading fue criticado por poner el foco en las pruebas. La preocupación era que se les enseñase a los niños a pasar pruebas sin poner el foco en habilidades permanentes. Se cuestionaba la duración de la retención de habilidades. No se promocionaba el gusto por la lectura. Los estudiantes rara vez leían libros o cuentos. El fracaso escolar era un aspecto del diseño del programa. Se necesitaba un 80% sobre un 80% de la prueba para aprobar. Esto tuvo como resultado un nivel de retención enorme. En última instancia, el programa no resultó práctico para implementarse.
El valor de que todos los niños adquieran dominio hace que se cuestione nuestra perspectiva general del éxito. Si el objetivo de la educación es convertir a los niños en expertos, las calificaciones serían mucho menos variadas. Esto significa que, en teoría, habría promociones de escuela secundaria con calificaciones por encima del 90%. Las universidades tendrían que seleccionar entre un conjunto de candidatos con calificaciones similares, ¿cómo tendrían que modificarse los criterios de admisión para tener en cuenta puntuaciones de inteligencia uniformes? ¿Podría llegar a ser una medida del éxito el tiempo que se tarda en alcanzar el dominio?  Estas preguntas sobre las amplias implicaciones del dominio como un nuevo estándar plantean un debate sobre su valor real.

## El aprendizaje para el dominio en la actualidad
El aprendizaje para el dominio es uno de los métodos más investigados de los últimos cincuenta años. A pesar de que ha sido objeto de muchas críticas, también ha resultado tener un éxito rotundo cuando su implementación ha sido correcta. Un metaanálisis realizado por Guskey y Pigott (1988) analizó 46 estudios que implementaron clases de aprendizaje para el dominio basadas en grupos. Los resultados hallaron efectos positivos consistentes en distintas variables que incluían “logros del estudiante, retención del material aprendido, implicación en las actividades de aprendizaje y afecto del estudiante.” No obstante, se halló una variación notable en el logro del estudiante y se creyó que se debía principalmente a la materia objeto de enseñanza. Cursos como ciencia, probabilidad y estudios sociales dieron los resultados positivos más consistentes, mientras que en otros temas variaban.
Otro metaanálisis a larga escala dirigido por Kulik y otros (1990) investigaron 108 estudios de programas de dominio implementados en el nivel elemental, secundario y postsecundaria. Los resultados revelaron efectos positivos en favor de estas estrategias de enseñanza, con estudiantes que presentaba actitudes positivas hacia este estilo de aprendizaje. Este estudio también halló que los programas de dominio eran más efectivos para estudiantes más flojos. 
A pesar de las evidencias empíricas, muchos programas de dominio en escuelas han sido sustituidos por formas más tradicionales de instrucción dado el nivel de compromiso que se le requiere al profesor y la dificultad de gestionar la clase cuando cada estudiante está siguiendo un curso de aprendizaje individual. No obstante, los principios fundamentales del aprendizaje para el dominio todavía se encuentran en las estrategias de enseñanza actuales tales como la instrucción diferenciada y en la comprensión a través del diseño.
Esta estrategia es muy utilizada en el aprendizaje de idiomas, con énfasis en las lenguas anglosajonas, en donde los mejores programas de aprendizaje de inglés hace uso de ellas.